# Вальяда
Вальяда (валенс. Vallada, ісп. Vallada) — муніципалітет в Іспанії, у складі автономної спільноти Валенсія, у провінції Валенсія. Населення — 3447 осіб (2010).

## Географія
Муніципалітет розташований на відстані близько 260 км на схід від Мадрида, 55 км на північний захід від Валенсії.

## Демографія
Динаміка населення (INE ):

## Галерея зображень

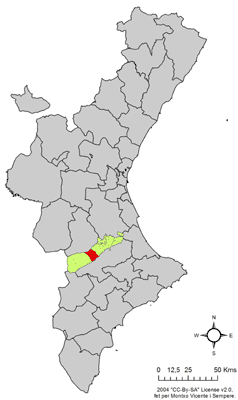
Розташування муніципалітету у автономній спільноті Валенсія
Розташування муніципалітету Вальяда у комарці Ла-Костера